# ووبین کوشچیلنه
ووبین کوشچیلنه (به لاتین: Łubin Kościelny) یک روستا در لهستان است که در گمینا بیلسک پودلاسکی واقع شده‌است.